# Grimsås mosse
Grimsås mosse är en 150 hektar stor torvmosse som ligger intill samhället Grimsås i Tranemo kommun. 
Grimsås mosse är en högmosse, som karakteriseras av en mycket blöt och sur miljö. Exempel på växter som observerats på mossen är rosling (Andromeda polifolia) myrlilja (Narthecium ossifragum), rundsileshår (Drosera rotundifolia), storsileshår (Drosera anglica) samt småsileshår (Drosera intermedia). På Grimsås mosse häckar även storspov, som är starkt hotad i Sverige. 

## Historik
Under första halvan av 1900-talet bröts torv på mossen, men sedan dess har den fått återhämta sig. År 2013 fick bolaget Neova tillstånd från länsstyrelsen att bryta torv på mossen. Under början av 2024 påbörjades utdikning för att tömma den på vatten och förbereda för torvbrytning. Tranemo kommun, Grimsås Samhällsförening, Tranemo Naturskyddsförening, BirdLife Sverige, samt den ena markägaren Nexans överklagade länsstyrelsens beslut, men fick alla avslag.
I maj 2024 anlände aktivister från gruppen Återställ Våtmarker till Grimsås och anlade 68 fördämningar i de diken som grävts. Flera polisingripanden skedde och tre personer greps då de försökte hindra maskiner från att gräva upp fördämningar i diken.Senare samma år anlade medlemmar i rörelsen en spång, broar samt ett utkikstorn på mossen i ett försök att omvandla området till ett naturreservat .
Den 6 november 2024 avslog regeringen slutligen överklagandet från Nexans och gav Neova rätt att bedriva torvbrytning.

## Galleri

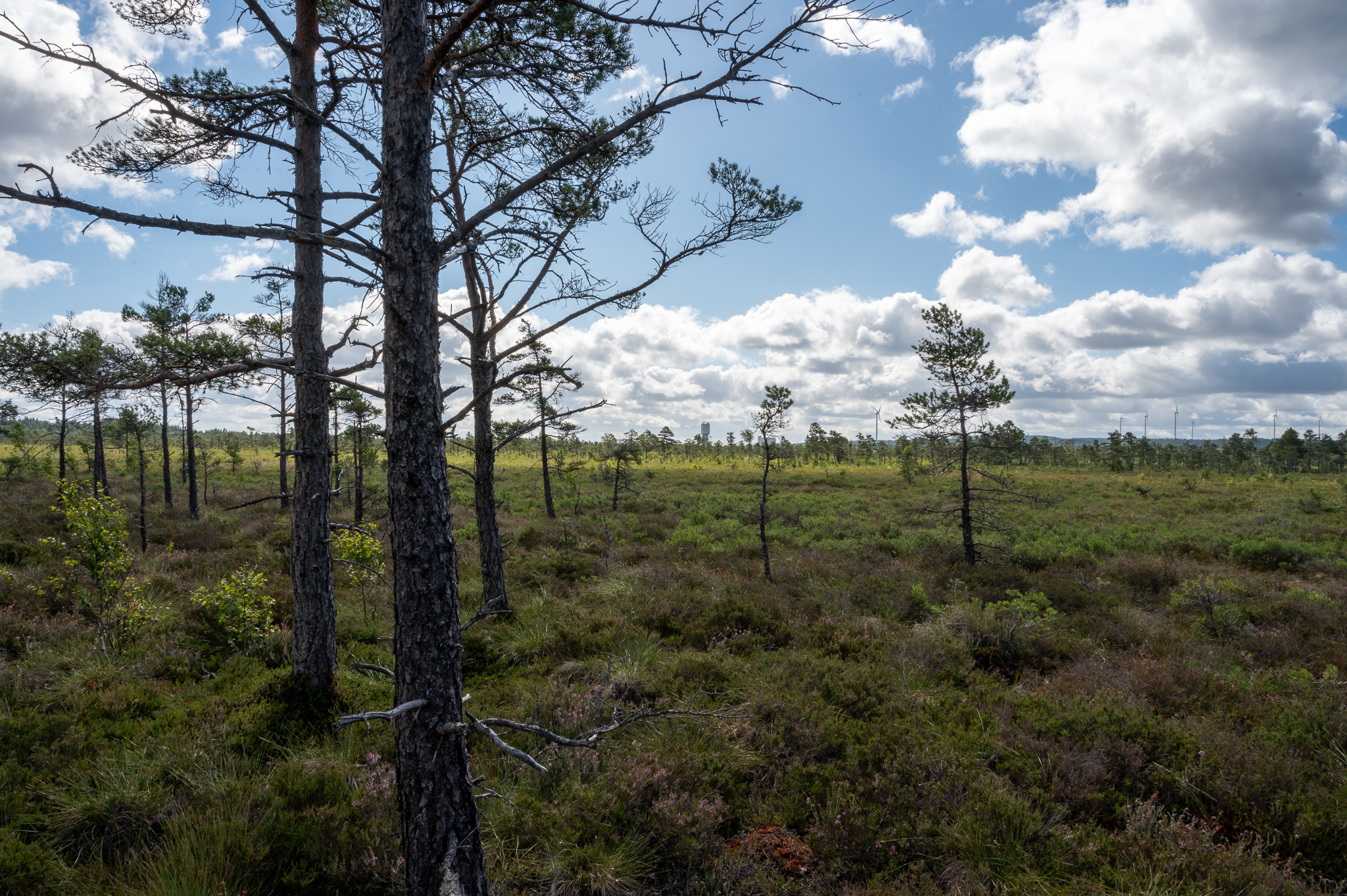
Grimsås mosse före påbörjad utdikning (juni 2022).
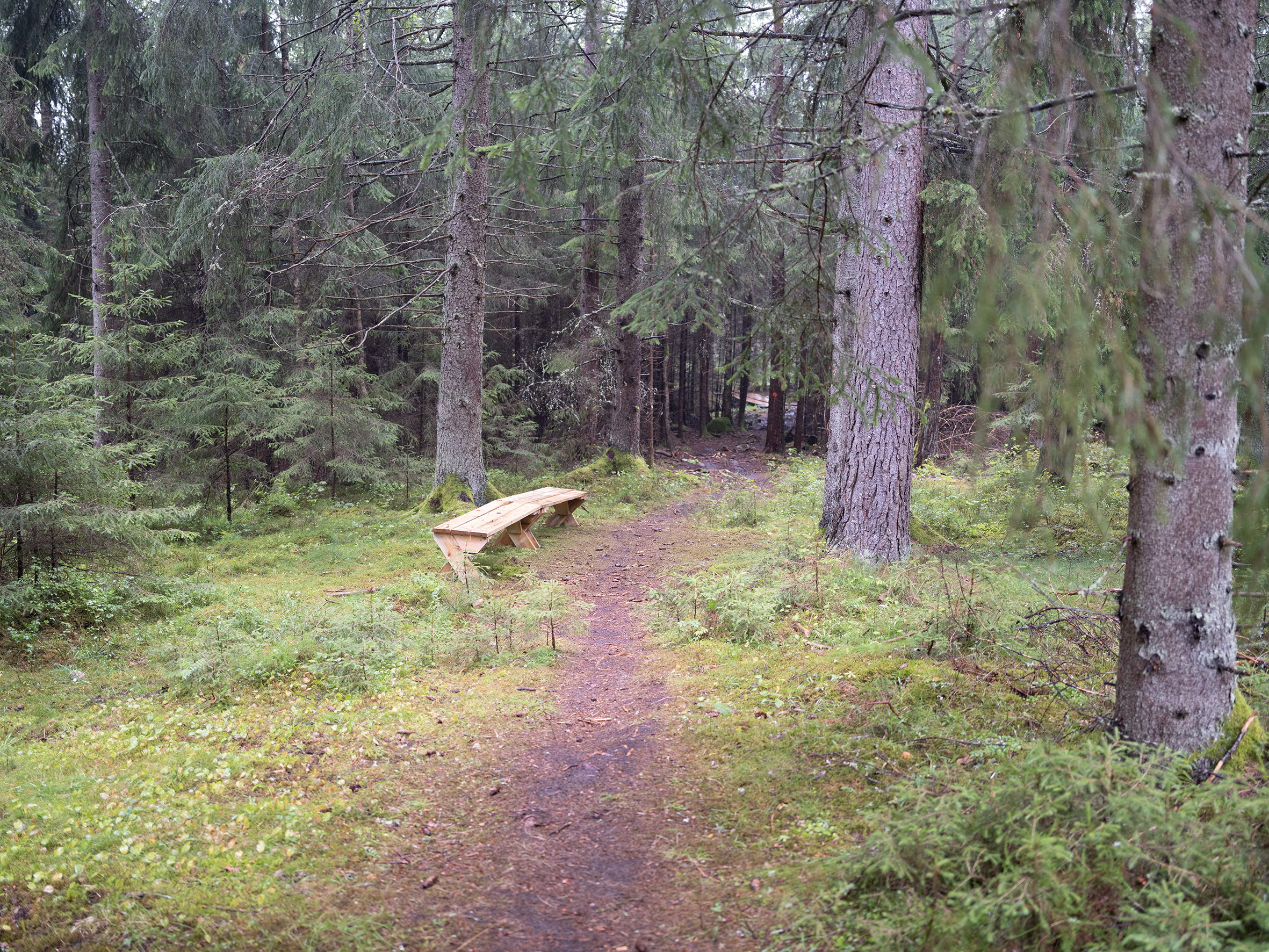
Bänk längs med leden.
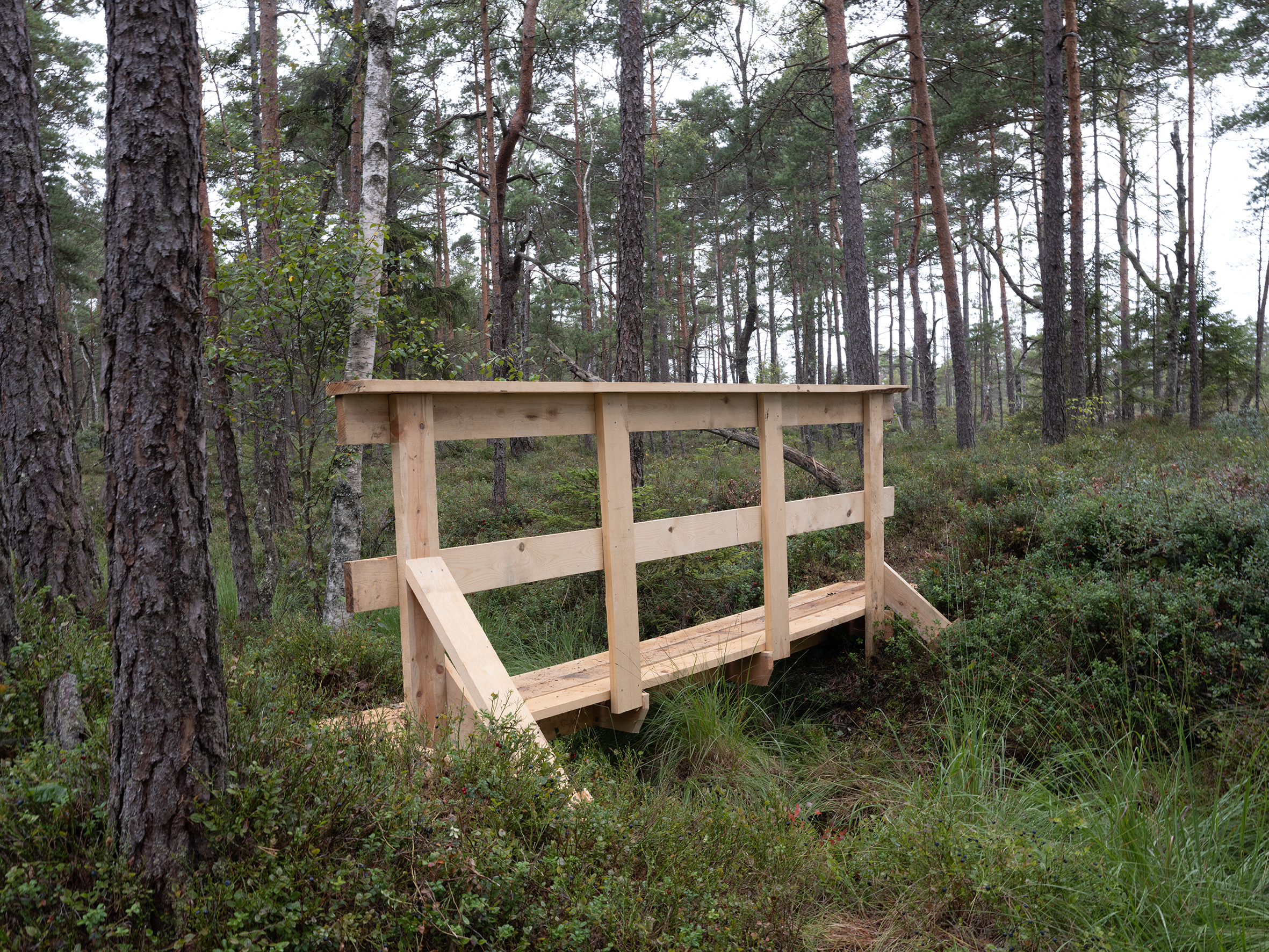
Bro över mossen.
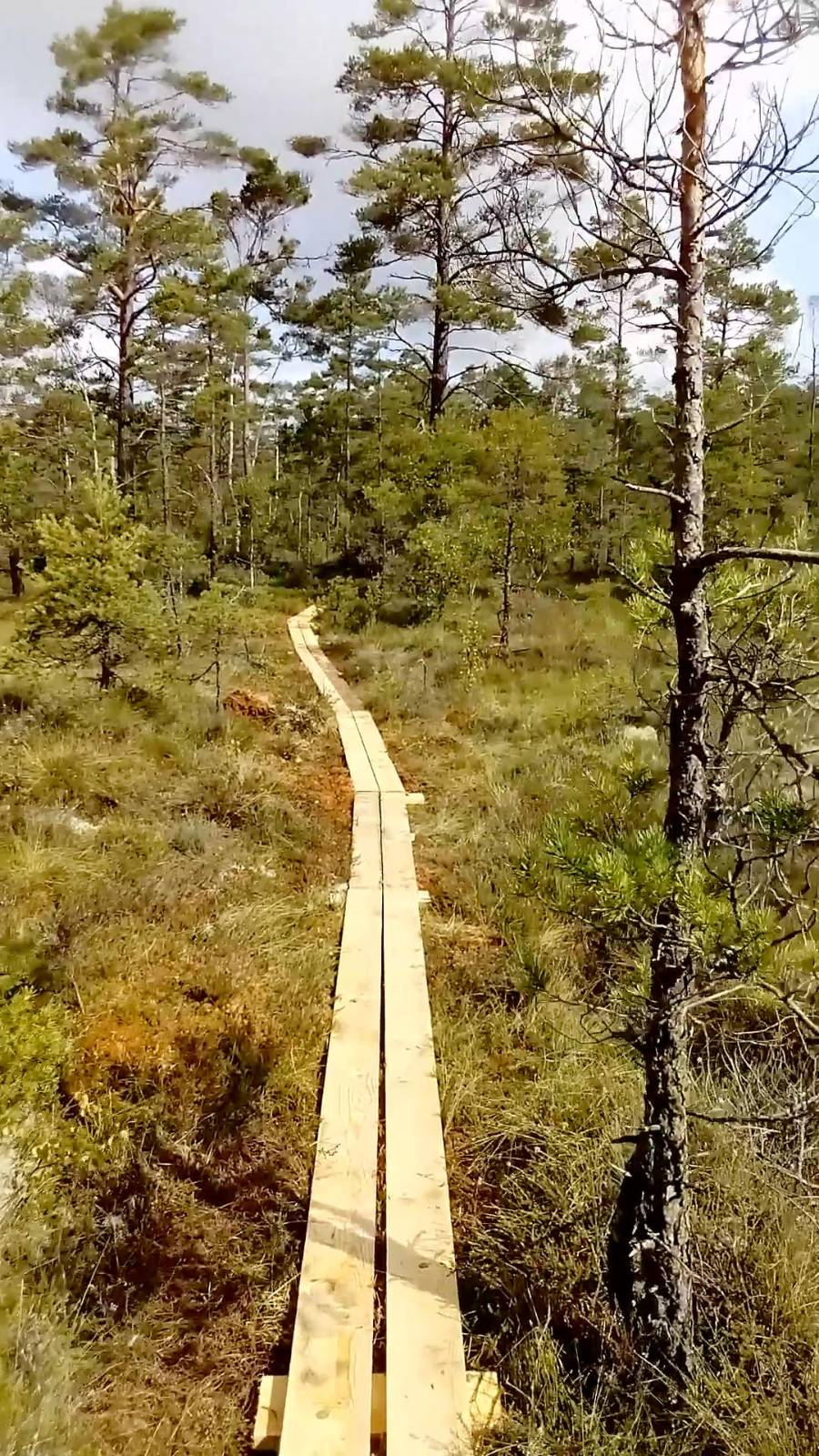
Spång över mossen.
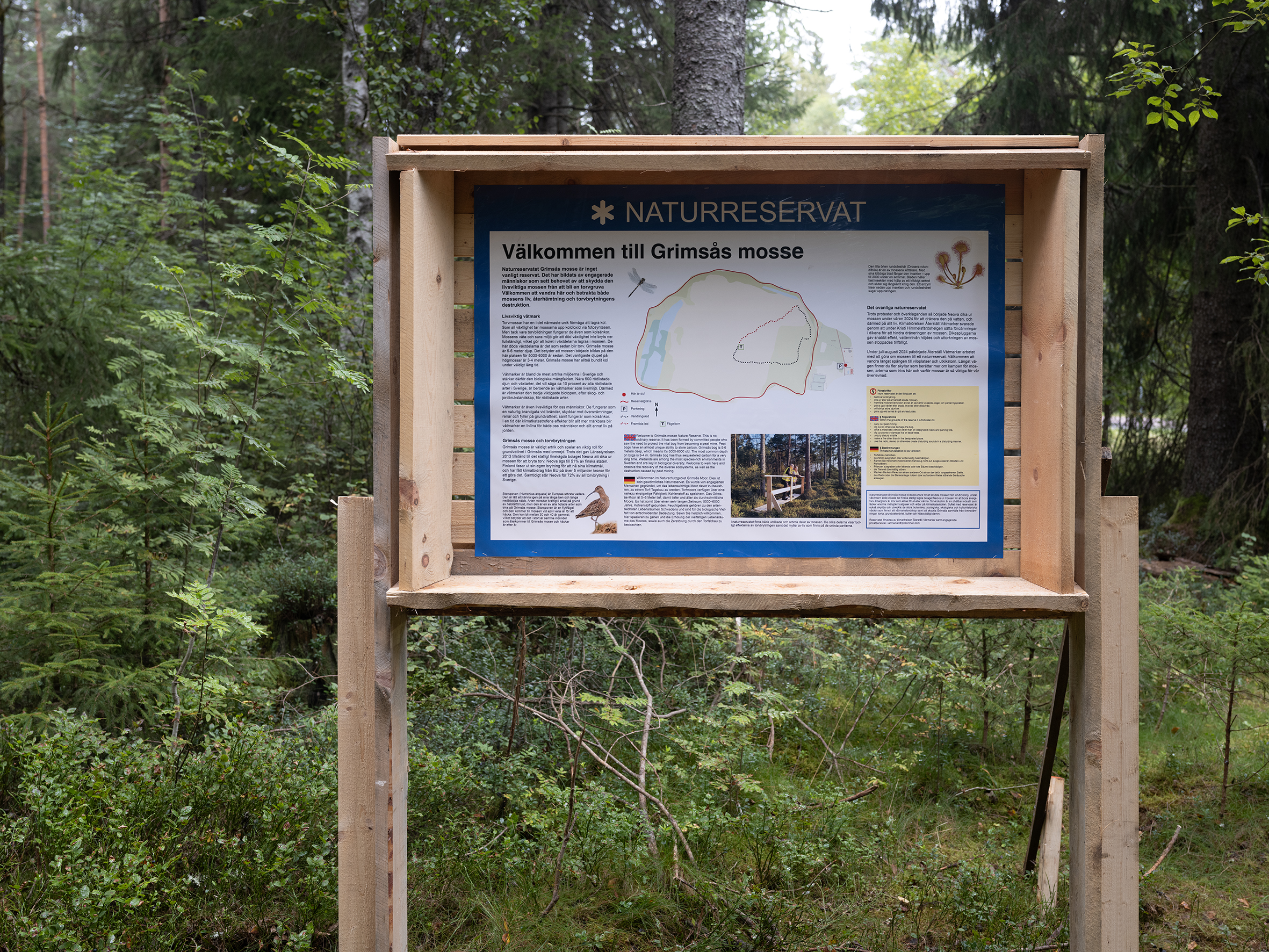
Privat uppsatt skylt som efterliknar officiell skyltning för naturreservat.
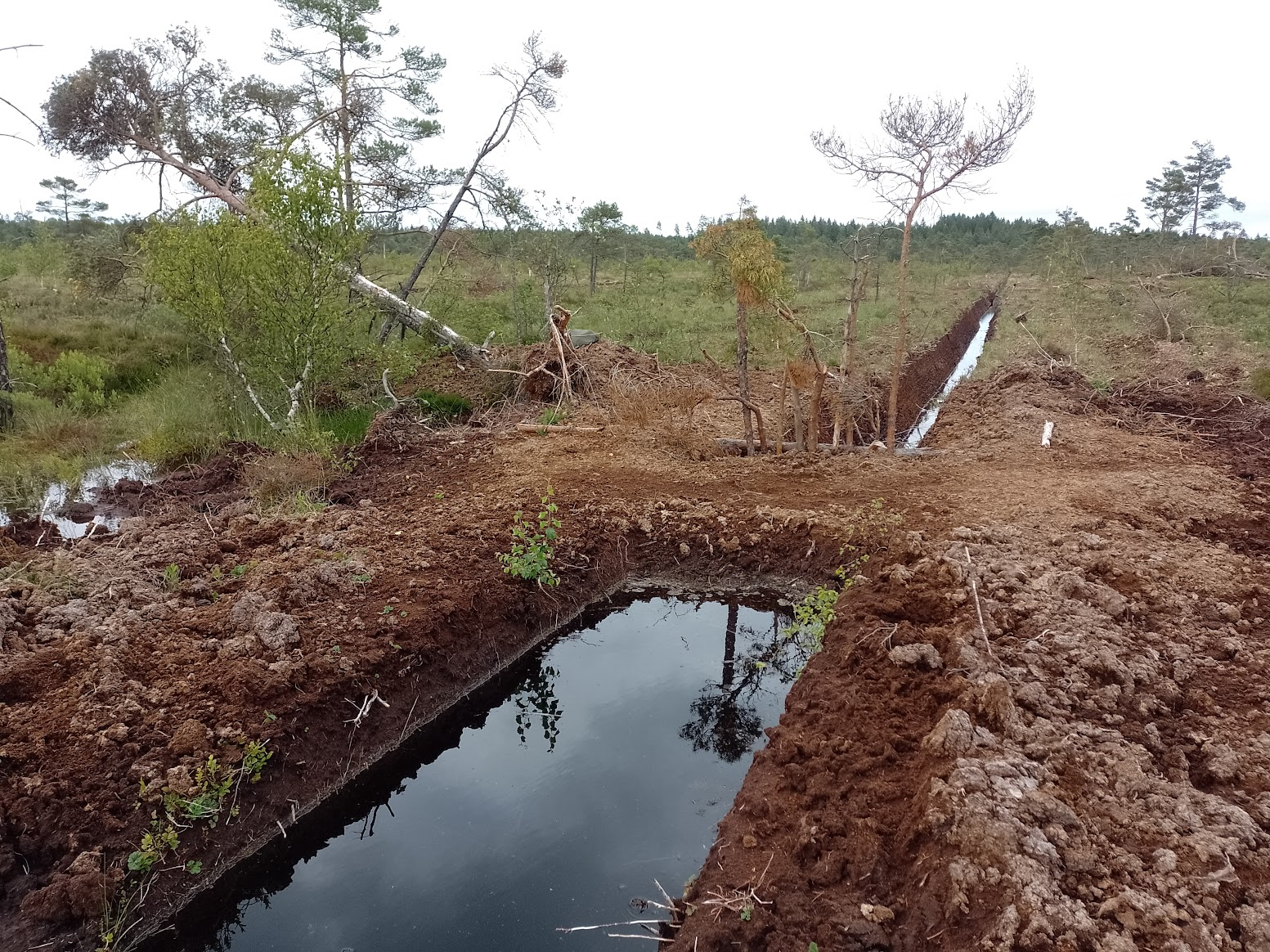
Fördämning i ett dike.